# Svartnackad vävare
Svartnackad vävare (Ploceus nigricollis) är en fågel i familjen vävare inom ordningen tättingar.

## Utbredning och systematik
Svartnackad vävare delas in i två underarter med följande utbredning:
- Ploceus nigricollis nigricollis – förekommer från östra Kamerun söderut till norra Angola och södra Demokratiska republiken Kongo, österut till sydligaste Sydsudan, Uganda, västra Kenya och nordvästra Tanzania
- Ploceus nigricollis melanoxanthus – förekommer från södra Etiopien till östra Kenya och östra Tanzania

Tidigare inkluderades olivnackad vävare (P. brachypterus) i arten, men urskildes 2016 som egen art av BirdLife International, 2022 av tongivande eBird/Clements och 2023 av International Ornithological Congress.

## Status
Arten har ett stort utbredningsområde och beståndet anses vara stabilt. Internationella naturvårdsunionen IUCN listar den därför som livskraftig (LC).